# Carles Juanmartí
Carles Juanmartí Santiago (Seo de Urgel, 20 de diciembre de 1978) es un deportista español que compitió en piragüismo en la modalidad de eslalon. Ganó dos medallas de bronce en el Campeonato Mundial de Piragüismo en Eslalon de 2009, en las pruebas de K1 individual y por equipos.
Participó en dos Juegos Olímpicos de Verano, ocupando el 11.º lugar en Atenas 2004 y el 19.º en Sídney 2000.

## Palmarés internacional
| Campeonato Mundial | Campeonato Mundial    | Campeonato Mundial | Campeonato Mundial |
| Año                | Lugar                 | Medalla            | Competición        |
| ------------------ | --------------------- | ------------------ | ------------------ |
| 2009               | Seo de Urgel (España) | Medalla de bronce  | K1 individual      |
| 2009               | Seo de Urgel (España) | Medalla de bronce  | K1 por equipos     |